# Forêts pluviales tempérées du Pacifique

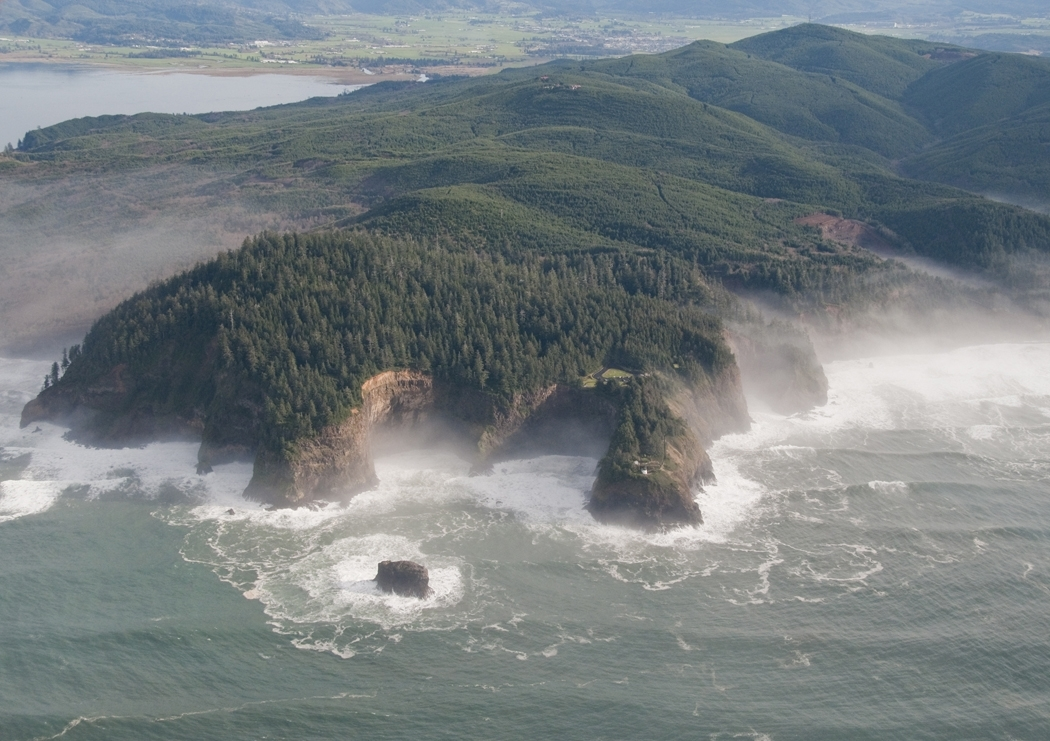
Vue aérienne de la forêt tropicale du Pacifique dans l'Oregon, États-Unis

Les forêts pluviales tempérées du Pacifique forment une région écologique identifiée par le Fonds mondial pour la nature (WWF) comme faisant partie de la liste « Global 200 », c'est-à-dire considérée comme exceptionnelle au niveau biologique et prioritaire en matière de conservation. Elle regroupe plusieurs écorégions terrestres de la côte Pacifique d'Amérique du Nord :
- les forêts côtières de Californie septentrionale
- les forêts côtières du Pacifique Nord
- les forêts côtières du Pacifique central
- les îles de la Reine-Charlotte
- les forêts côtières continentales de la Colombie-Britannique